# Blue Springs (Alabama)
Blue Springs – miejscowość w Stanach Zjednoczonych, w stanie Alabama, w hrabstwie Barbour. Według danych na rok 2020 miejscowość zamieszkiwały 84 osoby, a gęstość zaludnienia wyniosła 11,2 os./km².

## Geografia
Blue Springs ma łączną powierzchnię 7,5 km², z czego 100% stanowi ląd. Miejscowość jest położona 93 m n.p.m..

### Klimat
Średnia temperatura wynosi +17 °C. Najcieplejszym miesiącem jest czerwiec (+25 °C), a najzimniejszym miesiącem jest styczeń (+8 °C). Średnie opady wynoszą 1758 mm rocznie. Najbardziej wilgotnym miesiącem jest luty (254 mm opadów), a najbardziej suchym miesiącem jest październik (58 mm opadów).

## Demografia

### Spis powszechny z 2000 roku
W 2000 roku Blue Springs zamieszkiwało 121 osób, a gęstość zaludnienia wyniosła 16,1 os./km². Miasto liczyło wówczas 49 gospodarstw domowych, w których mieszkało 36 rodzin. Większość mieszkańców (99,17%) stanowili biali, natomiast 0,83% mieszkańców stanowili przedstawiciele rasy czarnej.

### Spis powszechny z 2020 roku
Według danych na rok 2020 Blue Springs liczyło 61 gospodarstw domowych, w których mieszkało 35 rodzin. Średni wiek wszystkich mieszkańców wynosił ok. 57 lat, natomiast 41,2% wszystkich mieszkańców stanowiły osoby powyżej 65. roku życia.
Historyczna populacja:
| Rok        | 1910 | 1920   | 1930  | 1940  | 1950   | 1960   | 1970   | 1980   | 1990  | 2000 | 2010   | 2020   |
| ---------- | ---- | ------ | ----- | ----- | ------ | ------ | ------ | ------ | ----- | ---- | ------ | ------ |
| Ludność    | 117  | 162    | 164   | 167   | 111    | 94     | 137    | 112    | 108   | 121  | 96     | 84     |
| Zmiana w % |      | +38,5% | +1,2% | +1,8% | –33,5% | –15,3% | +45,7% | –18,2% | –3,6% | +12% | –20,7% | –12,5% |